# Westerlund 2
Westerlund 2 (również Wd 2) – gromada otwarta położona w gwiazdozbiorze Kila. Gromada ta znajduje się w centrum obszaru H II skatalogowanego jako Gum 29 (lub RCW 49). Wraz z nim stanowi obiekt NGC 3247 w New General Catalogue.

## Opis gromady

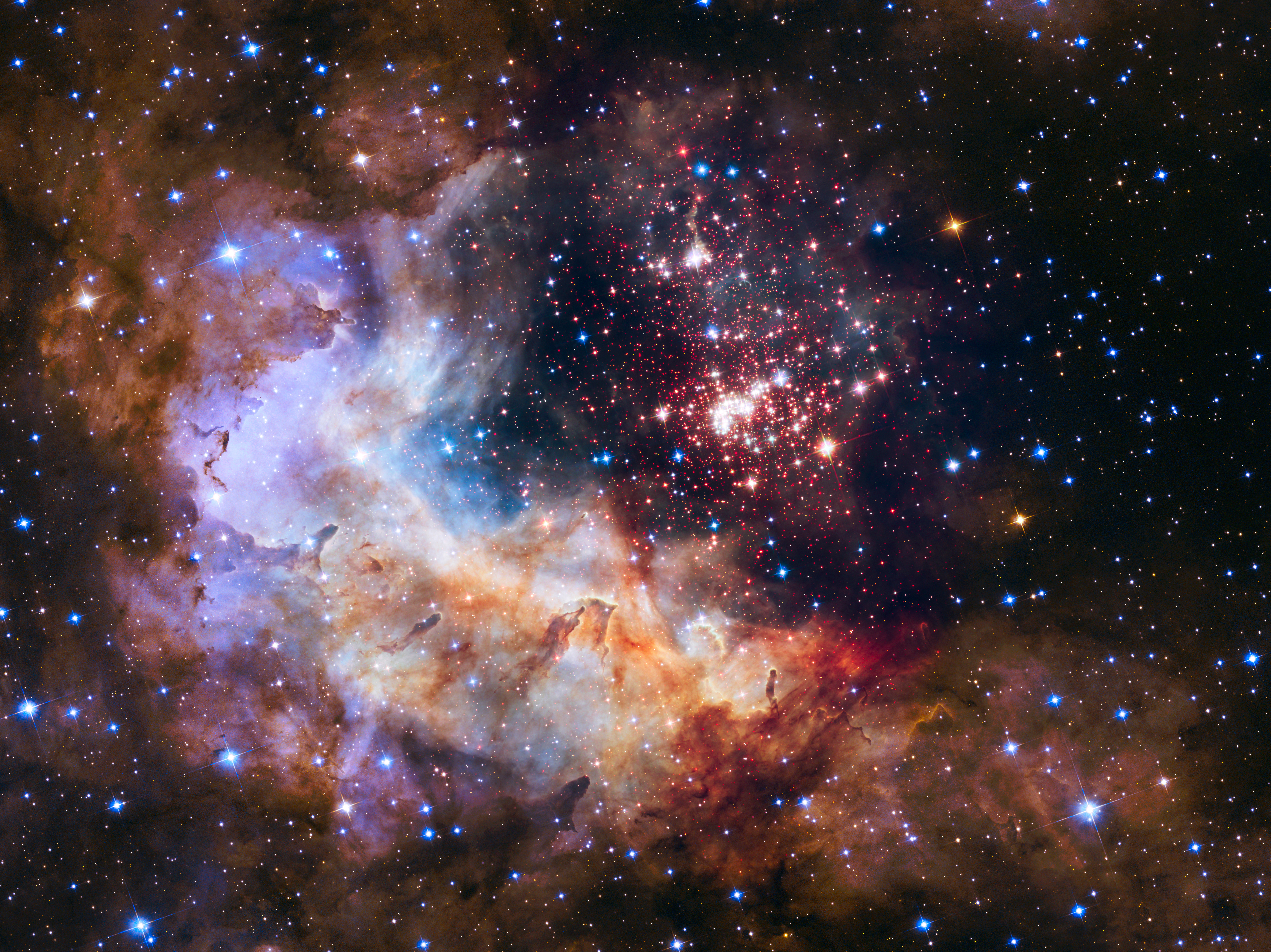
Zdjęcie gromady Westerlund 2 i mgławicy Gum 29 z Teleskopu Hubble’a opublikowane z okazji 25. rocznicy wyniesienia teleskopu na orbitę

Odległość do Westerlund 2 nie jest dokładnie znana; przy użyciu różnych metod oszacowano, że znajduje się w odległości od ok. 2 do 8 kiloparseków (od 6,5 do 26 tys. lat świetlnych) od Słońca. Jedna z najnowszych prac dotyczących tego obiektu (opublikowana w 2013 roku przez G. Carraro) podaje wartość ok. 9,3 tys. lat świetlnych.
Łącznie Westerlund 2 zawiera ponad 2200 gwiazd. Jest bardzo młodą gromadą, powstała pomiędzy jednym a dwoma milionami lat. Jest położona za gęstą chmurą pyłową i gazową, dlatego większość zebranych danych obserwacyjnych pochodzi z kosmicznego teleskopu Chandra pracującego w zakresie promieniowania rentgenowskiego oraz innych obserwacji w zakresie promieniowania podczerwonego.
Gromada zawiera jedne z najgorętszych, najjaśniejszych i najmasywniejszych znanych gwiazd. Jedną z nich jest gwiazda podwójna WR 20a, wchodzące w jej skład gwiazdy mają masę ponad 80 razy większą od masy Słońca. Gromada ta rozciąga się na przestrzeni około 10 lat świetlnych.